# Mastodonsaurus
Mastodonsaurus es un género extinto de temnospóndilos que vivieron a mediados del período Triásico, cuyos restos fósiles se han encontrado en Europa y África.

## Descripción
Era un anfibio de enorme cuerpo rechoncho y cola corta, dotado de un cráneo aplanado y macizo. El cráneo de un adulto maduro podía alcanzar 1,5 metros de longitud. 

### colmillos salientes
Sus mandíbulas albergaban dientes pequeños y afilados y un par de colmillos nacidos en la mandíbula inferior que atravesaban la mandíbula superior a través de unos orificios ubicados enfrente de la fosas nasales.

## Paleobiología
Posiblemente se alimentaba exclusivamente de peces que atrapaba en los lagos, estanques y pantanos donde vivía.

## Galería

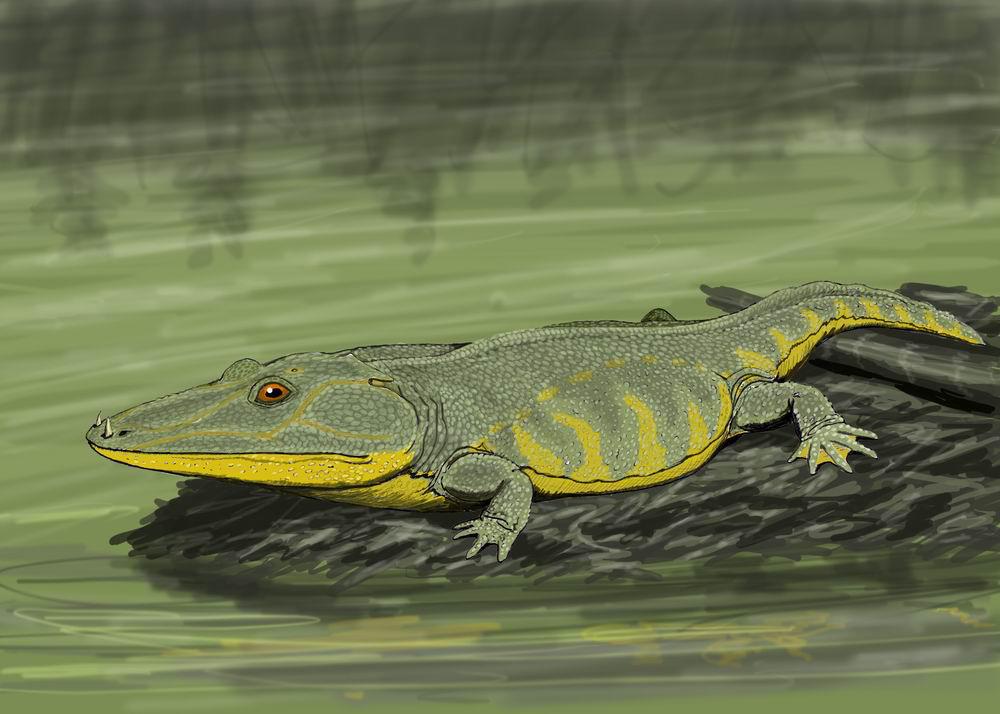
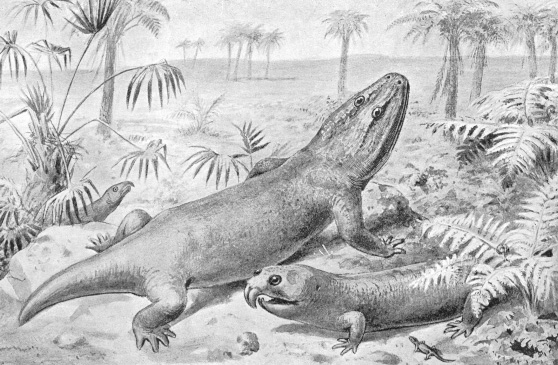